# S/2004 S 3
S/2004 S 3 — вероятный естественный спутник Сатурна.

## История открытия
Спутник S/2004 S 3 был открыт по фотоснимкам космического аппарата «Кассини» 21 июня 2004 года группой американских астрономов во главе с Каролиной Порко. Существование этого спутника пока официально не подтверждено, поэтому он не имеет официального названия.

## Орбита
S/2004 S 3 находится у внешнего края кольца F. Его орбита лежит внутри орбиты Пандоры.

## Физические характеристики
Спутник имеет диаметр около 4,5 километра и вращается на расстоянии 140 580 километров от Сатурна. Он имеет период обращения 0,62095 дней, наклон орбиты 0,05 ° к экватору Сатурна, эксцентриситет орбиты 0,004.
S/2004 S 3 был виден в 118-дневном интервале, но ни один из объектов S/2004 S 3, S/2004 S 4, S/2004 S 6, не был обнаружен 15 ноября 2004 г. — через 29 дней после последнего наблюдения S/2004 S 3 на изображениях с разрешением 4 м/п, при котором эти объекты были обнаружены. Таким образом не исключается, что S/2004 S 3, S/2004 S 4 и S/2004 S 6 могли являться временными сгущениями.